# Темба Масуку
Темба Нланганісо Масуку (нар. 7 липня 1950 англ. Themba Nhlanganiso Masuku) — політик-свазі, обіймав посаду віцепрем'єр-міністра Есватіні з 2018 року та виконував обов'язки прем'єр-міністра з 13 грудня 2020 по 16 липня 2021. Також обіймав посаду віцепрем'єр-міністра в 2008—2013 роках.

## Раннє життя
Масуку народився 7 липня 1950 р. Здобув ступінь магістра в Університеті Міссурі.

## Кар'єра
В 1990-х роках обіймав різні посади в уряді Свазіленду, а саме: міністра сільського господарства та кооперативів, міністра економічного планування та розвитку та міністра фінансів 1996—1998 роках. Пізніше працював з Продовольчою та сільськогосподарською організацією ООН, був директором відділу зв'язку в Женеві, а згодом і в Нью-Йорку. Був призначений віцепрем'єр-міністром 2008 року королем Мсваті III і обіймав цю посаду до 2013 року, коли став регіональним адміністратором округу Шисельвені.
Масуку повернувся на посаду віцепрем'єр-міністра, коли прем'єр-міністр Амброз Мандвуло Дламіні представив свій кабінет у листопаді 2018